# 华南嗜眼吸虫
华南嗜眼吸虫（学名：Philophthalmus hwananensis）为嗜眼科嗜眼属的动物。在中国大陆，分布于广东等地，营寄生生活，终末宿主家鸭、家鸡以及寄生在眼瞬膜。该物种的模式产地在广东。